# Parerythropodium hibernicum
Parerythropodium hibernicum är en korallart som beskrevs av Renouf 1931. Parerythropodium hibernicum ingår i släktet Parerythropodium och familjen läderkoraller. Inga underarter finns listade i Catalogue of Life.